# Belgentier
Belgentier é uma comuna francesa na região administrativa da Provença-Alpes-Costa Azul, no departamento de Var. Estende-se por uma área de 13.38 km². Em 2010 a comuna tinha 2 461 habitantes (densidade: 183,9 hab./km²).